# Pholidae
Los espinosos de marea (familia Pholidae) es una familia de peces marinos incluida en el orden Perciformes. Se distribuyen por el norte del Atlántico, norte de Pacífico y océano Ártico.
Tienen una sola aleta dorsal el doble de larga que la aleta anal y extendiéndose desde la cabeza hasta la aleta caudal, la aleta dorsal con cerca de 100 espinas y la anal con 1 a 3 espinas y multitud de radios blandos, ambas aletas llegan a tocar la base de la aleta caudal, que es redondeada; las aletas pélvicas y pectorales pueden ser rudimentarias o estar ausentes. Tienen el cuerpo cubierto de diminutas escamas cicloides y los dientes en la boca son pequeños y concoidales.
Tienen coloración críptica, desde el amarillo y marrón al rojo o verde, a menudo con lunares, manchas y bandas, pudiendo alcanzar una longitud total aproximada de 46 cm.
Principalmente habita las zonas rocosas intermareales y zonas superficiales submareales, donde se oculta entre las algas y bajo las rocas de las zonas intermareales, donde se alimentan de pequeños crustáceos y moluscos.

## Géneros y especies
Existen 15 especies agrupadas en 3 géneros:
- Género Apodichthys (Girard, 1854)
  - Apodichthys flavidus (Girard, 1854)
  - Apodichthys fucorum (Jordan y Gilbert, 1880) - Espinoso de marea zacatero.
  - Apodichthys sanctaerosae (Gilbert y Starks en Gilbert, 1897)

- Género Pholis (Scopoli, 1777)
  - Pholis clemensi (Rosenblatt, 1964)
  - Pholis crassispina (Temminck y Schlegel, 1845)
  - Pholis fangi (Wang y Wang, 1935)
  - Pholis fasciata (Bloch y Schneider, 1801)
  - Pholis gunnellus (Linnaeus, 1758) - Pez mantequilla.
  - Pholis laeta (Cope, 1873)
  - Pholis nea (Peden y Hughes, 1984)
  - Pholis nebulosa (Temminck y Schlegel, 1845)
  - Pholis ornata (Girard, 1854)
  - Pholis picta (Kner, 1868)
  - Pholis schultzi (Schultz, 1931)

- Género Rhodymenichthys (Jordan and Evermann, 1896 )
  - Rhodymenichthys dolichogaster (Pallas, 1814)